# 일본 곤충기
일본 곤충기(にっぽん昆蟲記, The Insect Woman)는 일본에서 제작된 이마무라 쇼헤이 감독의 1963년 드라마 영화이다. 하루카와 마스미 등이 주연으로 출연하였다.

## 출연

### 주연
- 하루카와 마스미
- 히다리 사치코

### 조연
- 카와즈 세이자부로
- 키시 테루코
- 키타바야시 타니에
- 키타무라 카즈오
- 코이케 아사오
- 쿠와야마 쇼이치
- 나가토 히로유키
- 오자와 쇼이치
- 사사키 스미에
- 토노야마 타이지
- 츠유구치 시게루
- 요시무라 지츠코